# دونكان تايلور (دبلوماسي)
دونكان تايلور (بالإنجليزية: Duncan Taylor)‏ هو دبلوماسي بريطاني، ولد في 17 أكتوبر 1958.